# Inkscape
Cet article possède un paronyme, voir Inscape.
Vous pouvez aider à l'améliorer ou bien discuter des problèmes sur sa page de discussion.
- Il ne s’appuie pas, ou pas assez, sur des sources secondaires ou tertiaires. (Marqué depuis septembre 2012)
- Il contient une ou plusieurs listes. Le texte gagnerait à être rédigé sous la forme d’un ou plusieurs paragraphes synthétiques, afin d’être plus agréable à lire. (Marqué depuis septembre 2012)

- Archive Wikiwix
- Bing
- Cairn
- DuckDuckGo
- E. Universalis
- Gallica
- Google
- G. Books
- G. News
- G. Scholar
- Persée
- Qwant
- (zh) Baidu
- (ru) Yandex
- (wd) trouver des œuvres sur Wikidata

Inkscape est un logiciel de dessin vectoriel. Diffusé sous licence GNU 3, c'est un logiciel libre et gratuit. Il est disponible sous MacOS, Linux et Microsoft Windows. 
Les images vectorielles sont constituées par des courbes qui reposent sur des formules mathématiques. Inkscape est ainsi particulièrement adapté au travail professionnel sur les logos et les affiches. Ses fonctionnalités sont assez proches des logiciels propriétaires Adobe Illustrator et CorelDraw. 
Inkscape fait partie des logiciels libres préconisés par l’État français dans le cadre de la modernisation globale de ses systèmes d’informations (SI) .

## Historique

Dessin promotionnel pour le lancement d’Inkscape 0.44.

Le développement d’Inkscape a commencé en 2003, sur la base d’un fork du projet Sodipodi, causé par des divergences au sujet de l’avancée future du développement. Sodipodi est lui-même un fork de Gill, un logiciel créé par Raph Levien (en) pour le bureau GNOME.
Inkscape est, entre autres, passé du langage de programmation C au C++, et aux bindings C++ de la bibliothèque graphique GTK+ (Gtkmm). Des changements ont aussi été effectués au niveau de l’interface utilisateur et de nouvelles fonctions ont été ajoutées.
L’accent a particulièrement été mis sur l’ergonomie et l’utilisabilité de l’interface du logiciel, notamment par une conformité accrue avec le Guide de l’interface humaine du bureau GNOME, l’utilisation de raccourcis clavier universels…

## Fonctionnalités

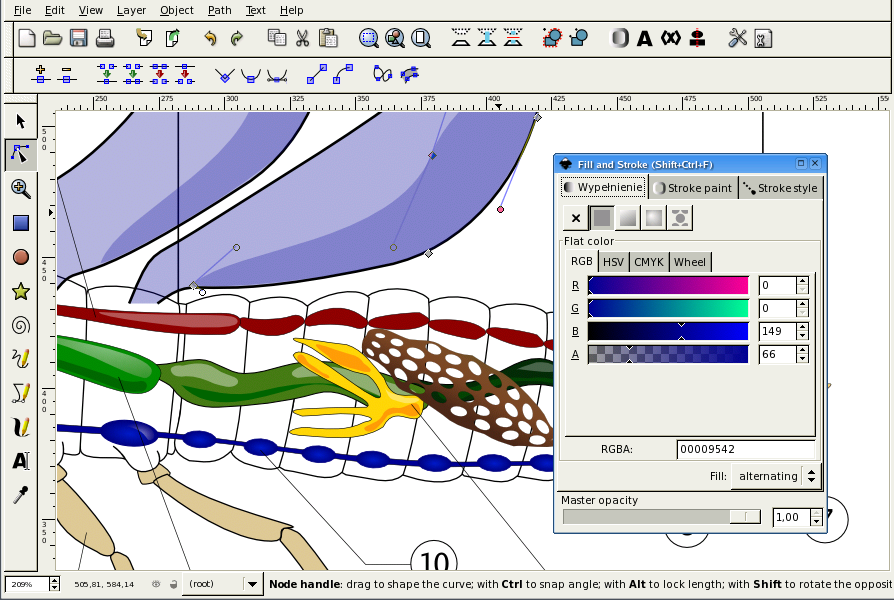
Inkscape en action.

### Création d’objets
Inkscape permet de créer différents objets dont des lignes à main levée, des courbes de Bézier (point à point ou à main levée), des segments de droites, des lignes calligraphiques à la plume (support de l’angle et pression des tablettes graphiques), des rectangles et des carrés (il est possible d'en arrondir les coins). 
Il permet aussi de créer des ellipses, des cercles, des arcs de cercle, des polygones, des spirales et des étoiles. 
Le logiciel permet en plus de créer du texte, de dupliquer des objets, d'importer et de vectoriser des images matricielles.

### Manipulation d’objets
- Transformations affines (translation, symétrie, redimensionnement, rotation, déformation), de manière interactive ou par spécification de valeurs numériques ;
- Tri par empilement des calques, des groupes, et des objets (z-order) ;
- Groupement hiérarchique d’objets et de groupes ;
- Système de calques ;
- Copier et coller des objets ;
- Alignement et distribution d’objets, disposer sur une grille, éparpillage d’objets ;
- Grille et guides magnétiques.

### Remplissage et contours
- Sélecteur de couleur (RVB, TLS, CMYK, roue) ;
- Pipette à couleur ;
- Copier/coller le style des objets ;
- Remplissage par aplats de couleur, dégradés, textures et motifs, avec support de canal alpha ;
- Édition de dégradés sur le canevas avec des poignées de contrôle ;
- Éditeur de dégradés (linéaires et radiaux) ;
- Bordures pointillées et « marqueurs » (objets SVG se fixant aux nœuds et extrémités des courbes).

### Opérations sur les chemins
| Opération            | Résultat                                       |
| -------------------- | ---------------------------------------------- |
| Original             | Image représentant le résultat des opérations. |
| Union                | Image représentant le résultat des opérations. |
| Différence           | Image représentant le résultat des opérations. |
| Intersection         | Image représentant le résultat des opérations. |
| Exclusion            | Image représentant le résultat des opérations. |
| Division             | Image représentant le résultat des opérations. |
| Découper les chemins | Image représentant le résultat des opérations. |

- Édition de nœuds : déplacement, poignées de contrôle des courbes de Bézier, alignement et distribution de nœuds, redimensionnement et rotation de groupes de nœuds ;
- Conversion en chemin des objets textes, formes et bordures ;
- Opérations booléennes (union, intersection, différence, exclusion, division) ;
- Simplification, perturbation, et fractalisation des chemins ;
- Création de lignes extérieures avec décalages (offset), se modifiant dynamiquement en fonction des formes dont elles sont dérivées.

### Support du texte
- Texte multi-ligne (SVG 1.0/1.1 <text>) ;
- Ajustement de l’interlignage et de l'interlettrage ;
- Modification du style, des couleurs, de la taille des caractères ;
- Texte attaché à une courbe pour suivre son chemin ;
- Utilisation de la bibliothèque Pango ;
- Utilisation de toutes les polices vectorielles installées sur le système.

### Rendu
- Affichage et rendu anticrénelés ;
- Transparence via canal alpha pour l’affichage et l’export au format PNG ;
- Rendu des objets durant leurs transformations.

### Divers
- Outil de connexion d'objets pour les diagrammes ;
- Éditeur XML intégré : visualisation et modification en direct de l’arbre du document SVG en cours ;
- Importation de fichiers bitmap et vectoriels de différents formats ;
- Vectorisation visuelle des images bitmap avec POTrace ;
- Exportation aux formats PNG, PostScript, DXF et ODG ;
- Importation et exportation au format PDF ;
- Inkscape peut importer, exporter et sauvegarder au format EMF (Enhanced MetaFile) (seulement sous Windows pour l'instant) ou Windows Metafile (WMF), ce qui permet notamment d'ouvrir et de modifier les Clip arts de MS Office dans Inkscape, ou inversement d'insérer les dessins vectoriels créés sous Inkscape dans MS Office ;
- Options en ligne de commande pour l'exportation, la conversion et l'analyse de fichiers SVG ;
- Métadonnées RDF (auteur, date, licence, etc.) ;
- Support de plugins en langage Python (fonctions de fractale, de perturbation, d’interpolation des courbes) ;
- Support partiel des feuilles de style en cascade (CSS), la gestion des feuilles de style CSS est limitée ;
- Insertion de symboles mathématiques et de lettres grecques.

Inkscape intègre une implémentation partielle du format de fichiers SVG. Il ne permet pas l'animation des objets vectoriels.

### Symbiose avec d'autres logiciels
- Le logiciel Sozi permet de produire des présentations à partir d'un format SVG (Inkscape ou autre) sous format HTML/CSS[4],[5] et peut les exporter aux formats PPTX, PDF ou MP4[6]. Développé par Guillaume Savaton depuis 2009 pour répondre à des besoins spécifiques de présentations (comme pouvoir zoomer sur des éléments spécifiques), Sozi est d'abord une extension Inkscape reposant sur PyGTK. En 2014, s'apercevant que l'installation du plugin est difficile pour les utilisateurs de Mac et Windows et que la bibliothèque Python utilisée n'est plus maintenue, Guillaume Savaton décide de lancer une version logicielle de Sozi, réécrite en Javascript avec la technologie Electron. Il est sous licence publique Mozilla 2.0[7],[8],[5],[9]. Le logiciel permet à la fois de régler ses "vues", correspondant à des slides, d'avoir accès à un mode présentateur et de pouvoir insérer des audios, des vidéos ou bien d'être lui-même inséré dans une page web.

### Incompatibilité ayant affecté macOS Ventura
Un problème a affecté certaines applications sur macOS Ventura (macOS 13) basées sur le toolkit GTK3, rendant l'application insensible à certains mouvements de la souris. Inkscape 1.2.2 a été affecté. Le problème a été résolu en juillet 2023 avec la publication de la version 1.3 d'Inkscape.

## Applications

Carte vectorielle faite avec Inkscape : elle utilise des sources topographiques et inclut en arrière-plan une image .png pour les reliefs.

Dans le projet OpenStreetMap, le moteur de rendu Osmarender utilise Inkscape pour générer les éléments de pavage (tiles en anglais). La génération des morceaux de carte, bitmap en format PNG est distribuée via le sous-projet Tiles@Home (comme dans SETI@home)[source secondaire souhaitée].